# Liang Shaoxian
Liang Shaoxian (ur. 1975) – tajwański rysownik komiksowy. Podpisuje się jako „LSS”.
Ukończył Akademię Sztuk Pięknych w Tajpej. Narysował pierwszy na świecie komiks o wydarzeniach z 1989 na placu Tian’anmen pt. Brama niebios. Komiks ten ukazał się po raz pierwszy w odcinkach w tajwańskim miesięczniku „Tiaozhanzhe”. Nagrodzony w 2007 przez Narodowy Instytut Kompilacji i Translacji w Tajpej.